# تیم ملی فوتبال زیر ۲۱ سال قبرس
تیم ملی فوتبال زیر ۲۱ سال قبرس (انگلیسی: Cyprus national under-21 football team) یا تیم ملی فوتبال جوانان قبرس، نماینده کشور قبرس در مسابقات فوتبال جوانان اروپا و جهان است که زیر نظر اتحادیه فوتبال قبرس فعالیت می‌کند.